# Linde van Conjoux

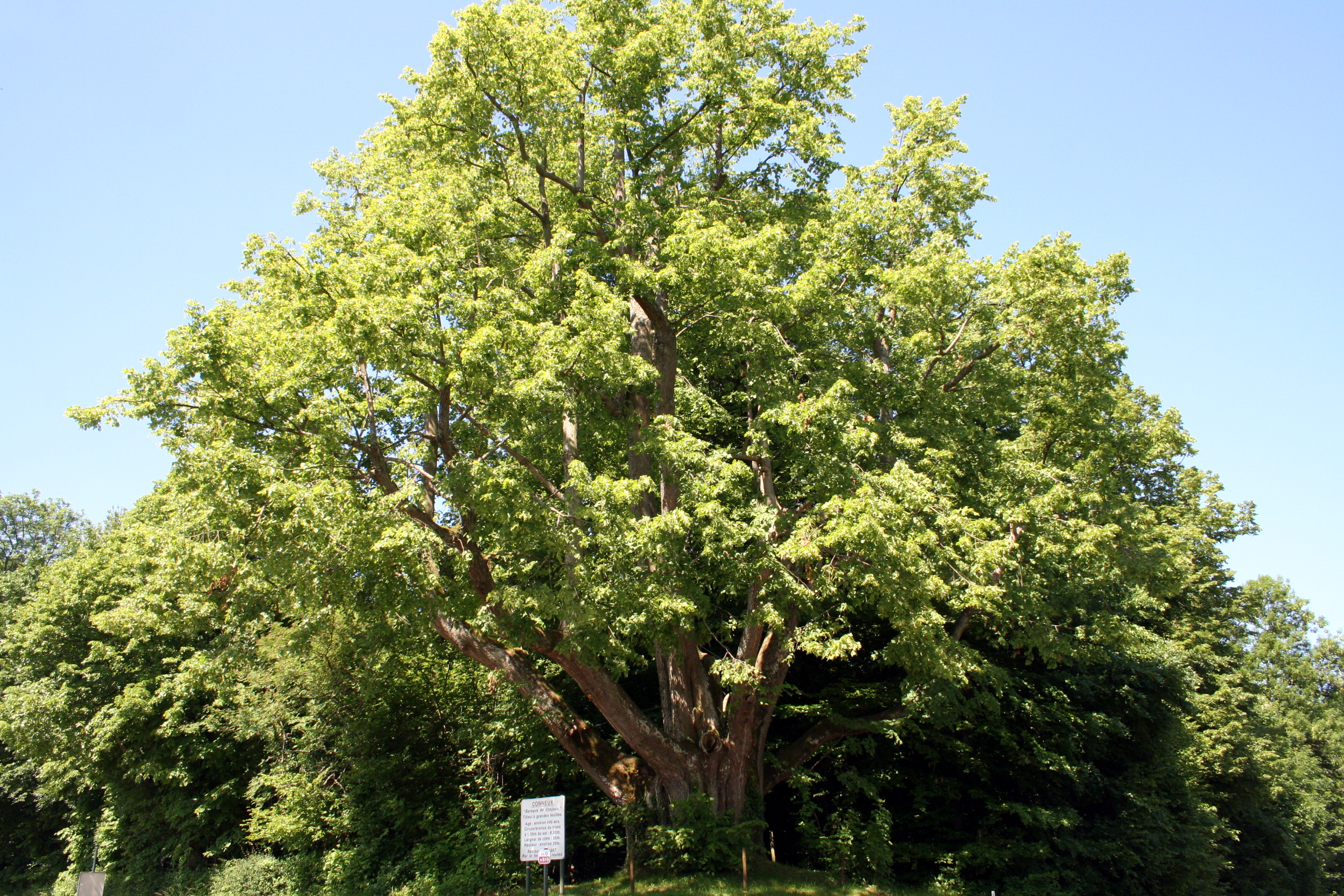
De Linde van Conjoux

De Linde van Conjoux (Franse naam: Baraque de Conjoux) is een grootbladige of zomerlinde in het Belgische dorpje Conjoux. De boom geldt als een van de oudste, grootste en dikste lindebomen van België. Men vermoedt dat de boom rond 1600 is opgeschoten.
Op anderhalve meter hoogte is de linde 8,52 meter dik, de kroon heeft een spanwijdte van 26 meter en de hoogte bedraagt ongeveer 20 meter.
In 1987 is er een boomchirurgische ingreep toegepast. Onder andere zijn er toen tussen de grote takken kabels geplaatst om de boom bij elkaar te houden.